# Eois consocia
Eois consocia är en fjärilsart som beskrevs av W. Warren 1897. Eois consocia ingår i släktet Eois och familjen mätare. Inga underarter finns listade i Catalogue of Life.